# Plagiodontia aedium
Plagiodontia aedium é uma espécie de roedor da família Capromyidae. Pode ser encontrada na ilha de Hispaniola (Haiti e República Dominicana). Está ameaçada de extinção sendo classificada como "em perigo" pela IUCN. A destruição do habitat é a principal ameaça à sobrevivência da espécie.

## Nomenclatura e taxonomia
A espécie foi descrita por Frédéric Cuvier em 1836 como Plagiodontia aedium, com base em um espécime coletado no Haiti, mas cuja localidade-tipo específica não era conhecida. Em 1928, Gerrit Smith Miller descreveu uma segunda espécie, Plagiodontia hylaeum, com base num espécime coletado na província de Samaná na República Dominicana. Sydney Anderson, em 1965, considerou todas as espécies descritas como coespecíficas, entretanto, manteve a diferenciação alopátrica ao reconhecer duas subespécies, uma no sul (aedium) e outra no norte (hylaeum) da ilha.
Em 2012, Brace e colaboradores analisaram o DNA mitocondrial de espécimes modernos e históricos e concluíram que na ilha de Hispaniola ocorre três linhagens biogeográficas distintas congruentes com a história geotectônica da ilha, com uma divisão filogenética primária das linhagens do norte e do sul, que divergiram há 0.6 milhões de anos (Pleistoceno Médio), e posteriormente uma subdivisão quase completa da linhagem do sul através da linha de Bond em uma linhagem no sudoeste e outra no sudeste. Devido a falta de uma análise morfométrica, Brace e colaboradores, de maneira conservadora, continuaram a reconhecer uma espécie com duas subespécies, uma no norte e outra no sul da ilha, mas recomendaram que as três linhagens alopátricas fossem consideradas unidades evolutivas distintas para a conservação. No mesmo ano, Hansford e colaboradores através da análise morfométrica confirmaram que as linhagens norte e sul demonstravam diferenças morfológicas corroborando o tratamento dessas populações como subespécies distintas. Em 2015, Turvey e colaboradores realizaram uma análise morfométrica na população do sudeste da ilha, confirmando sua diferenciação da linhagem do sudoeste, e descrevendo uma terceira subespécie, P. a. bondi.
Três subespécies são reconhecidas:
- Plagiodontia aedium aedium F.Cuvier, 1836
- Plagiodontia aedium bondi Turvey, Hansford, Kennerley, Nuñez-Miño, Brocca & Young, 2015
- Palgiodontia aedium hylaeum Miller, 1928

## Distribuição geográfica e habitat
A espécie é endêmica da ilha de Hispaniola localizada no mar do Caribe politicamente dividida entre Haiti e República Dominicana. Algumas fontes indicam também a presença na ilha de La Gonâve. Habita florestas tropicais e subtropicais, incluindo áreas rochosas.

## Conservação
P. aedium está classificada pela União Internacional para a Conservação da Natureza e dos Recursos Naturais (IUCN) como "em perigo" de extinção. A principal ameaça é a destruição do habitat dentro e fora das áreas protegidas. Outras ameaças incluem a caça para consumo humano, especialmente no Haiti, a eliminação por ser tratada como peste agrícola e a introdução de espécies exóticas, como o mangusto, cão, gato e ratos, que se alimentam da espécie.